# Seychellische Fußballnationalmannschaft
Die seychellische Fußballnationalmannschaft ist die Nationalauswahl des afrikanischen Inselstaates der Seychellen und untersteht der Seychelles Football Federation (SFF). Die Seychelles Football Federation wurde 1979 gegründet und ist im Jahre 1986 der FIFA beigetreten. Die Fußballnationalmannschaft des afrikanischen Inselstaates der Seychellen ist eine der schwächsten der Welt. Die Seychellen konnten sich bisher weder für eine Weltmeisterschaft noch für eine Afrikameisterschaft qualifizieren.
1993 war der Deutsche Helmut Kosmehl Trainer der Seychellen und nahm mit ihnen an den Indian Ocean Island Games teil.

## Turniere

### Weltmeisterschaften
| vor 1998 in Frankreich             | keine Teilnahme    |
| 1998 in Frankreich                 | keine Teilnahme    |
| 2002 in Japan u. Südkorea          | nicht qualifiziert |
| 2006 in Deutschland                | nicht qualifiziert |
| 2010 in Südafrika                  | nicht qualifiziert |
| 2014 in Brasilien                  | nicht qualifiziert |
| 2018 in Russland                   | nicht qualifiziert |
| 2022 in Katar                      | nicht qualifiziert |
| 2026 in Kanada, Mexiko und den USA | nicht qualifiziert |

### Afrikameisterschaften
| 1957 bis 1988 in Marokko           | nicht teilgenommen                 |
| 1990 in Algerien                   | nicht qualifiziert                 |
| 1992 im Senegal                    | zurückgezogen                      |
| 1994 in Tunesien                   | nicht teilgenommen                 |
| 1996 in Südafrika                  | zurückgezogen                      |
| 1998 in Burkina Faso               | nicht qualifiziert                 |
| 2000 in Ghana u. Nigeria           | nicht teilgenommen                 |
| 2002 in Mali                       | nicht teilgenommen                 |
| 2004 in Tunesien                   | nicht qualifiziert                 |
| 2006 in Ägypten                    | nicht qualifiziert                 |
| 2008 in Ghana                      | nicht qualifiziert                 |
| 2010 in Angola                     | nicht qualifiziert                 |
| 2012 in Gabun und Äquatorialguinea | nicht teilgenommen                 |
| 2013 in Südafrika                  | nicht qualifiziert                 |
| 2015 in Äquatorialguinea           | in der Qualifikation zurückgezogen |
| 2017 in Gabun                      | nicht qualifiziert                 |
| 2019 in Ägypten                    | nicht qualifiziert                 |
| 2022 in Kamerun                    | nicht qualifiziert                 |
| 2024 in der Elfenbeinküste         | nicht qualifiziert                 |
| 2025 in Marokko                    | zurückgezogen                      |

### Afrikanische Nationenmeisterschaften
- 2009: nicht teilgenommen
- 2011: nicht qualifiziert
- 2014: nicht qualifiziert
- 2016: nicht qualifiziert
- 2018: nicht qualifiziert
- 2021: nicht qualifiziert
- 2023: nicht qualifiziert

### Südafrikameisterschaften (COSAFA Cup)
- 1997: nicht teilgenommen
- 1998: nicht teilgenommen
- 1999: nicht teilgenommen
- 2000: nicht teilgenommen
- 2001: nicht teilgenommen
- 2002: nicht teilgenommen
- 2003: nicht teilgenommen
- 2004: nicht teilgenommen
- 2005: nicht qualifiziert
- 2006: nicht qualifiziert
- 2007: nicht qualifiziert
- 2008: Vorrunde
- 2009: Vorrunde
- 2010: Turnier abgesagt
- 2013: Vorrunde
- 2014: Turnier abgesagt
- 2015: Vorrunde
- 2016: Vorrunde
- 2017: Vorrunde
- 2018: Vorrunde
- 2019: Vorrunde
- 2020: Turnier wegen der COVID-19-Pandemie abgesagt
- 2021: nicht teilgenommen
- 2022: Vorrunde

## Trainer
- Ulric Mathiot (1991)
- Helmut Kosmehl (1992–1993)
- Dominique Bathenay (2002)
- Michael Nees (2002–2004)
- Raoul Shungu (2006–2008)
- Jan Mak (2008–2009)
- Ulric Mathiot (2009)
- Richard Holmlund (2009)
- Jan Mak (2010)
- Michael Nees (2010)
- Andrew Amers-Morrison (2010)
- Ralph Jean-Louis (2010–2011)
- Andrew Amers Morrison (2011)
- Gavin Jeanne (2012)
- Jan Mak (2013–2014)
- Ulrich Mathiot (2014–2015)
- Ralph Jean-Louis (2015–2016)
- Gavin Jeanne (2018–2019)
- Jan Mak (2019–2020)
- Ralph Jean-Louis (2020–2021)
- Osama Haroun (2021)
- Vivan Bothe (2021–2023)
- Ralph Jean-Louis (seit 2023)